# Trepadeira-do-bosque

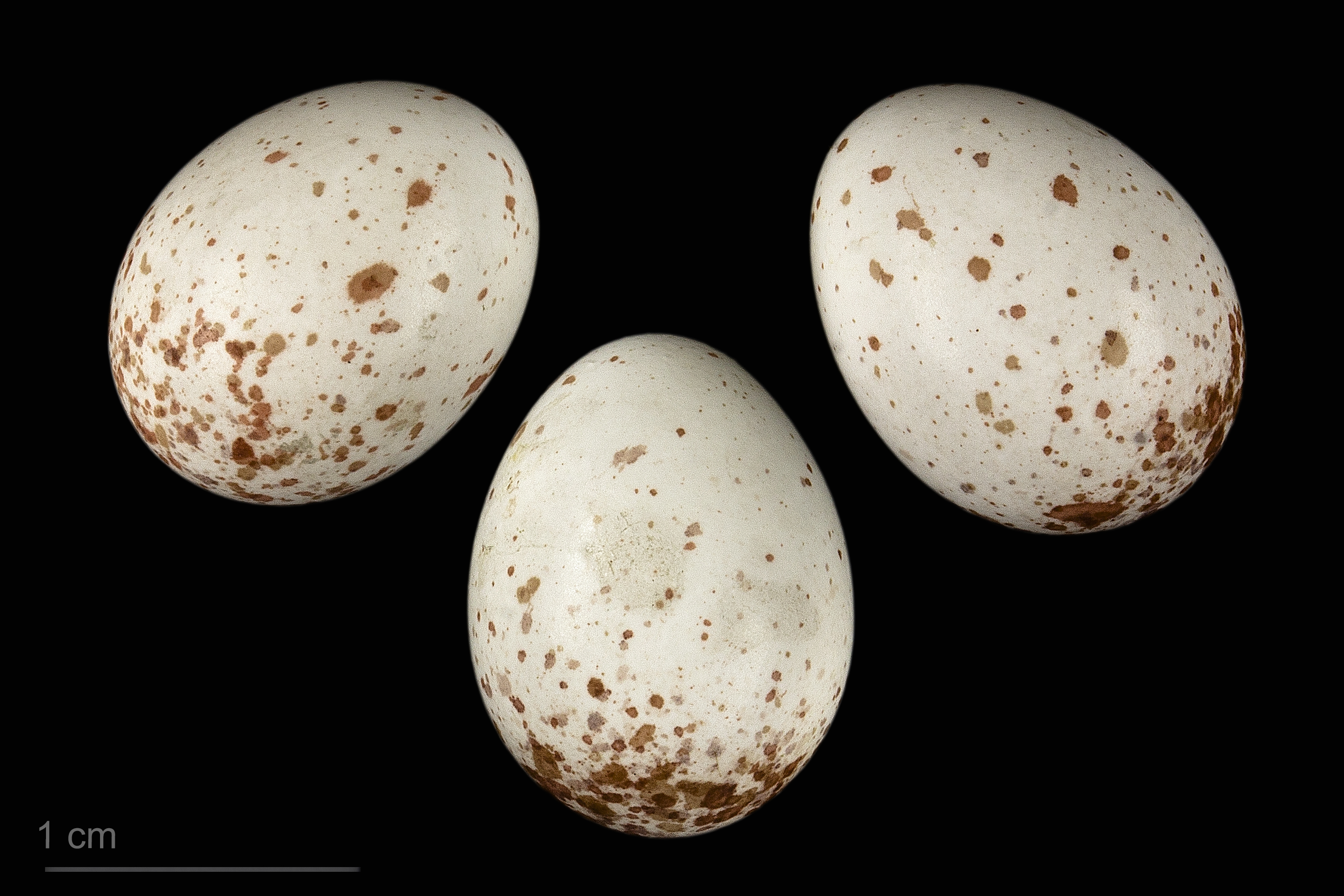
Certhia familiaris macrodactyla - MHNT

Trepadeira-dos-bosques ou trepadeira-do-norte (Certhia familiaris) é uma pequena ave passeriforme. É semelhante a outras trepadeiras, possuindo um bico curvo, padrão castanho no dorso, esbranquiçado no ventre e uma cauda comprida e firme de penas que a ajudam a trepar os troncos das árvores. Pode ser distinguida do seu parente próximo, a trepadeira-comum, com quem partilha a maior parte do seu território europeu, pelo canto diferente.
A espécie está dividida em pelo menos nove subespécies, que nidificam em diferentes partes da Eurásia temperada. A trepadeira-dos-bosques pode ser encontrada em florestas de todos os tipos, mas quadno o seu território se sobrepõe ao da trepadeira-comum na Europa Ocidental, é mais provável encontrá-la em florestas de coníferas ou a altitudes mais elevadas. Nidifica em reentrâncias nas árvores, ou por trás de bocados de casca solta, tendo preferência por sequóias gigantes introduzidas nos locais de nidificação, quando presentes. A fêmea deposita normalmente cinco ou seis ovos brancos sarapintados de rosa no ninho, mas tanto estes, como as crias, são vulneráveis à predação por parte de pica-paus e mamíferos, incluindo esquilos.
É uma espécie insectívora que trepa os troncos das árvores como um rato, em busca de insectos que apanha em fendas e buracos na casca, com o seu bico fino e curvo. Depois voa em direcção à base de outra árvore com um característico voo errático. Apesar de ser um pássaro solitário durante o Inverno, pode formar aninhamentos comunais sob clima frio. É comum, não se encontrando ameaçada